# テトリクス1世
ガイウス・ピウス・エスウィウス・テトリクス（Gaius Pius Esuvius Tetricus）、またはテトリクス1世（Tetricus Ⅰ）は、ローマ帝国から分離独立したガリア帝国の皇帝（在位 271年 - 274年）。

## 生涯
後の皇帝テトリクス1世ことガイウス・ピウス・エスウィウス・テトリクスはガリアの血を引く富裕な元老院議員の家系に生まれた。生年ははっきりしておらず、また前半生も不明である。
270年からガリア・アクィタニアの属州総督を務めていたテトリクスは、ガリア帝国3代皇帝であるウィクトリヌスが部下に殺害された271年はまだアクィタニア総督の在任中であった。
ウィクトリヌスの母ウィクトリアは勢力維持を目論んで軍に多額の賄賂を贈って、自らが次期皇帝を指名する権利を得ていた。そこで、軍からの信望を得ていたテトリクスはウィクトリアによって次期皇帝に指名されテトリクス1世として即位した。
テトリクスは領内のガリア地区へ侵犯したゲルマン人を撃退し、ローマ皇帝ルキウス・ドミティウス・アウレリアヌスがローマ帝国から割拠したパルミラ帝国を征服するべく遠征している間に、初代皇帝のポストゥムス死後にローマ皇帝クラウディウス・ゴティクスに奪われたガリア・ナルボネンシスとガリア・アクィタニアを奪還した。テトリクスはアウグスタ・トレウェロルム（Augusta Treverorum、現：トリーア）へ首都機能を移転させ、273年に同名の息子テトリクスを共同皇帝とした（テトリクス2世）。
273年にパルミラを征服したアウレリアヌスはローマ帝国再統一を果たすべく、274年にガリア帝国へ侵攻した。シャロン・スュル・マルヌの戦いにてガリア帝国軍はローマ軍に敗北し、テトリクス1世らは捕虜となった。
一説によれば、戦乱続きで国力が疲弊していたテトリクス1世は、戦闘に至る前にアウレリアヌスと交渉して自らの身の安全の代わりにガリア帝国を引き渡したとも伝えられる。
いずれにしても、アウレリアヌスによるガリア帝国への遠征は成功に終わり、ガリア帝国は解体されてローマ帝国へ再統合された。なお、アウレリアヌスの凱旋式にテトリクスはパルミラのゼノビアと共に捕虜として連行された。
凱旋式の後テトリクスは約束通り処刑されず、イタリア本土のルカニア地方の総督に任命した。また、息子のテトリクス2世も元老院議員に任命された。テトリクスの没年は不明だが、同地で天寿を全うしたと伝えられる。